# 汉诺威国际小提琴比赛
汉诺威约瑟夫·约阿希姆国际小提琴比赛（德語：Internationaler Joseph Joachim Violinwettbewerb, Hannover，又称汉诺威国际小提琴比赛或汉诺威约瑟夫·约阿希姆国际小提琴比赛），是创立于1991年，由下萨克森基金会在德国下萨克森州首府汉诺威，每三年举办一次的国际小提琴比赛。该比赛以曾经居住过汉诺威的著名小提琴家约瑟夫·约阿希姆命名。该比赛是国际音乐比赛世界联盟的成员。
华人小提琴家陈慕融在1994年，黄斌在1997年，黄欣在2000年，宁峰在2003年，徐任良在2018年，在比赛中获奖。